# Боратто, Ги
Ги Боратто (порт. Gui Boratto) — бразильский музыкант и продюсер. Известен как музыкант, создающий музыку в стиле минимал-техно, тек-хаус. Его музыка отличается от других музыкантов этого жанра мелодичными, яркими оттенками в основной теме композиции. Свой первый альбом Chromophobia Боратто назвал в честь монохроматизма, направления в архитектуре; обложка альбома также напоминает монохроматическое излучение. Выпустил три студийных альбома и множество EP.
В своих живых выступлениях музыкант использует ноутбук с Ableton Live с внешними устройствами ввода, также иногда приглашает гитариста, либо играет на гитаре сам.

## Дискография

### Альбомы
- Take My Breath Away Kompakt, 2009
- Chromophobia, Kompakt, 2007
- III, Kompakt, 2011

### Синглы и EP
- Royal House Mega Music, 2004
- «Arquipélago» (12") K2, 2005
- «Sunrise» (12") Plastic City, 2005
- Twiggy EP (12") Circle Music, 2005
- «Beluga» (12") Audiomatique Recordings, 2006
- «Brazilian Soccer — Edition (Paralelo, Tipologia)» (12") Killa Beat Recordings, 2006
- Division EP (12") Harthouse Mannheim, 2006
- «Gate 7» (12") K2, 2006
- «It’s Majik» (12") Plastic City, 2006
- «Like You» (12") Kompakt Pop, 2006
- «Sozinho» (12") K2, 2006
- «Speicher 38 (The Rising Evil)» (12") Kompakt Extra, 2006
- «Royal House», Plastic City, 2007
- «The Rivington EP» (12"), 2008
- «Tales From The Lab», 2008
- «No Turning Back» Take My Breath Away, 2009

### Ремиксы
- Moby — «Pale Horses» (Gui Boratto Remix), 2009
- Pet Shop Boys — «Love etc» (Gui Boratto Remix), 2009
- Solee — «Impressed» (Gui Boratto Remix) Parquet Recordings, 2009
- Adam Freeland — «Silverlake Pills» (Gui Boratto Remix), 2008
- King Unique — «Sugarhigh» (Gui Boratto Remix), 2008
- Bomb the Bass — «Black River (featuring Mark Lanegan)»(Gui Boratto Remix), 2008
- Sam Taylor-Wood & Pet Shop Boys — «I’m In Love With A German Film Star» (Gui Boratto remix), 2008
- Goldfrapp — «A&E» (Gui Boratto Remix) Mute Records, 2007
- Agoria — «Baboul Hair Cuttin'» (Gui Boratto Remix) Different Recordings, 2006
- Oscar — «Freak Inside» (Gui Boratto Remix) Confused Recordings, 2006
- Kaleidoscópio — «Você Me Apareceu» (Gui Boratto Horn Mix) Cuadra, 2004
- Freeland — «Mancry» (Gui Boratto Remix), 2009
- Massive Attack — «Paradise Circus» (Gui Boratto Remix), 2010